# Nati nel 1509
| Questa pagina contiene informazioni ricavate automaticamente dalle voci biografiche con l'ausilio del template Bio e di un bot. L'aggiornamento è periodico e automatico e ricostruisce completamente la pagina. Se manca una persona in questa lista, sei pregato di non aggiungerla, ma accertati piuttosto che la sua voce biografica contenga il template Bio e che i dati anagrafici siano correttamente compilati. Se il template Bio manca, inseriscilo tu stesso o, in alternativa, metti l'avviso {{tmp\|Bio}} che ne segnala la mancanza. Se i dati riportati sono sbagliati, correggi direttamente la voce biografica; le modifiche saranno visibili in questa lista entro pochi giorni. Per chiarimenti vedi il progetto biografie. La lista contiene solo le 57 persone che sono citate nell'enciclopedia e per le quali è stato implementato correttamente il template Bio. Pagina aggiornata al 2 giu 2025. |

## Gennaio(2)
- 3 gennaio - Giovanni Gerolamo Albani, politico, giurista e cardinale italiano († 1591)
- 25 gennaio - Giovanni Gerolamo Morone, cardinale e vescovo cattolico italiano († 1580)

## Marzo(3)
- 10 marzo - Lattanzio Ragnoni, giurista e politico italiano († 1559)
- 25 marzo - Girolamo Dandini, cardinale e vescovo cattolico italiano († 1559)
- 27 marzo - Volrado II di Waldeck, nobile tedesco († 1575)

## Aprile(2)
- 6 aprile - Francesco Beccuti, poeta italiano († 1553)
- 23 aprile - Alfonso d'Aviz, cardinale e arcivescovo cattolico portoghese († 1540)

## Maggio(2)
- 10 maggio - Edward Stanley, III conte di Derby, nobile inglese († 1572)
- 27 maggio - Pasquale Cicogna, doge († 1595)

## Giugno(1)
- 16 giugno - Federico Commandino, matematico, umanista e tipografo italiano († 1575)

## Luglio(2)
- 4 luglio - Magnus III di Meclemburgo, principe († 1550)
- 10 luglio - Giovanni Calvino, umanista e teologo francese († 1564)

## Agosto(3)
- 3 agosto - Tiberio Deciani, giurista e avvocato italiano († 1582)
- 3 agosto - Étienne Dolet, umanista francese († 1546)
- 25 agosto - Ippolito d'Este, cardinale e arcivescovo cattolico italiano († 1572)

## Ottobre(1)
- 5 ottobre - Gian Francesco Trivulzio, nobile e condottiero italiano († 1573)

## Novembre(1)
- 7 novembre - Bernardino Telesio, filosofo e scrittore italiano († 1588)

## Senza giorno specificato(40)
- Virginio Ariosto, scrittore e religioso italiano († 1560)
- Nicholas Bacon, politico britannico († 1579)
- Lodovico Birago, condottiero italiano († 1572)
- Ludovico Birago, condottiero italiano († 1572)
- Giovan Battista Brembati, militare italiano († 1573)
- Idelette de Bure, olandese († 1549)
- Melchor Cano, teologo, filosofo e vescovo cattolico spagnolo († 1560)
- Ferrante Carafa, nobile, militare e letterato italiano († 1587)
- Gabriele Casati, nobile, politico e giurista italiano († 1569)
- Daniele da Volterra, pittore, scultore e stuccatore italiano († 1566)
- François Douaren, giurista francese († 1559)
- Vincenzo Duranti, vescovo cattolico italiano († 1570)
- John Erskine of Dun, religioso scozzese († 1591)
- Ranuccio Farnese, condottiero italiano († 1529)
- Gamō Sadahide, militare giapponese († 1579)
- Antonio Gardano, compositore e editore musicale italiano († 1569)
- Galeazzo Gonzaga, politico e poeta italiano († 1562)
- Guido Guidi, medico italiano († 1569)
- Hoshina Masatoshi, militare giapponese († 1593)
- Jane Seymour, regina britannica († 1537)
- Abraomas Kulvietis, scrittore lituano († 1545)
- Guillaume Le Testu, cartografo francese († 1573)
- Luigi IV Gesualdo, nobile e mecenate italiano († 1584)
- Maria de Cardona, nobile italiana († 1563)
- Leonardo Marini, arcivescovo cattolico e teologo italiano († 1573)
- Gabrio Medici, condottiero italiano († 1532)
- Nagao Harukage, militare giapponese († 1553)
- Naoe Kagetsuna, militare giapponese († 1577)
- Diego Pisador, compositore spagnolo († 1557)
- Gonzalo Jiménez de Quesada, esploratore spagnolo († 1579)
- Berardino Rota, poeta italiano († 1574)
- Benvenuto Stracca, giurista e economista italiano († 1578)
- Paolo Torelli, conte italiano († 1545)
- Francisco Torres, gesuita, grecista e teologo spagnolo († 1584)
- Andrés de Vandelvira, architetto e ingegnere spagnolo († 1575)
- Dietrich Westhoff, storico tedesco († 1551)
- Luis de Morales, pittore spagnolo († 1586)
- Pedro Afán de Ribera, duca († 1571)
- Tommaso de' Cavalieri, nobile italiano († 1587)
- Jost von Meggen, ufficiale svizzero († 1559)